# Yorfi Jiménez
Yorfi Jiménez Santana (ur. 28 sierpnia 1997) – dominikański zapaśnik walczący w stylu wolnym. Srebrny medalista igrzysk boliwaryjskich w 2017. Piąty na mistrzostwach panamerykańskich juniorów w 2017 roku.